# Абу-Салабих
Абу-Салабих, Абу Салабих (араб. أبو صلابيخ‎) — место, где находятся нижние телли. Примерно в 19 км к северо-западу от древнего Ниппура в Кадисии (Ирак) находится место, где ранее существовал небольшой шумерийский город середины III тысячелетия до н. э., имевший культурные связи с Кишем, Мари и Эблой. Название этого города до сих пор неопределённо. Возможно, это был Эреш. Также предполагают, что это был Кеш. Евфрат для города был жизненно важным торгово-транспортным коридором. После того, как река поменяла своё русло в середине III тысячелетия до н. э., жизнь города сошла на нет. Только размытые следы Раннединастического периода Шумера остаются на поверхности участка.

## Археология
Абу Салабих был обнаружен в ходе раскопок американской экспедицией из Восточного института университета Чикаго. Экспедицию возглавлял Дональд П. Хансен в 1963 и 1965 годах. За 8 недель, проведённой экспедиции, было найдено примерно 500 табличек и фрагментов. После 1975 года участок находился в ведение британских специалистов под руководством Николаса Постгейта, работавшие на Британскую школу археологии в Ираке (1975—1989). Начиная с 1990 года раскопки были приостановлены из-за вторжения Ирака в Кувейт. Постгейт рапортовал, что готов возобновить полевые работы, которые были приостановлены из-за политических событий. Город, построенный примерно в Раннеурукский период, выглядел небольшим, но в то же время там было обнаружено 500 клинописных табличек, которые сначала хранились в Национальном музее Ирака в Багдаде, пока большая их часть не была утеряна из-за ограбления музея в начале Иракской войны, но к счастью, они были уже опубликованы. Тексты, сопоставимые по дате и содержанию с текстами из Шуруппака (современный населённый пункт Фара в Ираке), включали школьные, литературные тексты, списки слов, некоторые административные архивы, а также Поучение Шуруппака — известный шумерский текст мудрости, самая старая копия табличек которого найдена Абу Салабихе. Междисциплинарный подход Постгейта ставил своей целью описание повседневной жизни небольшого шумерийского города, вплоть до жизни простых безграмотных жителей.